# 稲沢市立片原一色小学校
稲沢市立片原一色小学校（いなざわしりつかたはらいしきしょうがっこう）は、愛知県稲沢市一色中屋敷町にある公立小学校。

## 概要
- 旧・中島郡明治村の小学校であり、1955年までの校名は明治村立片原一色小学校であった。

## 沿革
- 1873年（明治6年）9月26日 - 第二七番小学行餘学校として開校。
- 1876年（明治9年）9月 - 一色学校に改称する。
- 1880年（明治13年）5月 - 下一色学校に改称する。
- 1887年（明治20年）4月 - 片原一色学校に改称する。
- 1892年（明治25年）10月 - 片原一色尋常小学校に改称する。
- 1906年（明治39年）5月10日 - 片原一色村、国分村、光郷村、西島村、及び井長谷村の一部が合併し、明治村が発足。
- 1941年（昭和16年）4月1日 - 明治村立片原一色国民学校に改称する。
- 1947年（昭和22年）4月1日 - 明治村立片原一色小学校に改称する。
- 1955年（昭和30年）4月15日 - 稲沢町、千代田村、大里村と合併し、改めて稲沢町が発足。同時に稲沢町立片原一色小学校に改称する。
- 1958年（昭和33年）11月1日 - 市制施行し、稲沢市となる。同時に稲沢市立片原一色小学校に改称する。
- 1969年（昭和44年）
  - 3月31日 - 新校舎（東館）が完成する。
  - 5月1日 - 東館を増築する。
- 1974年（昭和49年）8月1日 - プールが完成する。
- 1979年（昭和54年）
  - 3月31日 - 西館が完成する。
  - 10月1日 - 体育館が完成する。

## 通学区域
- 片原一色町、一色藤塚町、一色三反田町、一色長畑町、一色青海町、一色跡之口町、一色神宮町、一色中通町、一色川俣町、一色下方町、一色森山町、一色上方町、一色中屋敷町、一色巡見町、一色竹橋町、一色白山町、一色道上町、一色市場町、一色西町、中野川端町、中野元町、中野宮町[1]。

## 進学先中学校
- 稲沢市立明治中学校

## 交通アクセス
- 名鉄尾西線森上駅下車、徒歩約15分。